# Vetiș, Satu Mare
Vetiș este satul de reședință al comunei cu același nume din județul Satu Mare, Transilvania, România. Acest sat este la 7 kilometri de municipiul Satu Mare, reședința județului Satu Mare.